# Calm
Calm es el cuarto álbum de estudio de la banda de rock australiana 5 Seconds of Summer. Se lanzó el 27 de marzo de 2020, a través de Interscope Records.
Debido a un error de iTunes en la hora de su lanzamiento, alrededor de 10.000 copias del álbum fueron enviadas el día anterior en Estados Unidos, lo que hizo debutar al álbum en la posición sesenta y dos en Billboard 200. Finalmente, alcanzó la segunda posición en la lista en su segunda semana de estreno. En el Reino Unido debutó en la primera posición en las lista de álbumes, convirtiéndose en su segundo álbum número uno en el país después de Sounds Good Feels Good.
Para la promoción del álbum se lanzó sencillo principal «Easier» el 24 de mayo de 2019, pista que alcanzó la posición cuarenta y ocho en la lista Billboard Hot 100 de Estados Unidos. Esto fue seguido de los temas «Teeth» que se incluyó en la banda sonora de la película 13 Reasons Why: Season 3, «No Shame» y «Old Me.

## Antecedentes
El álbum fue anunciado en las redes sociales de la banda el 5 de febrero de 2020. Unos días antes, la banda también confirmó que se embarcarán en la gira No Shame para apoyar la promoción del álbum.
La banda se inspiró en una gran cantidad de música industrial mientras trabajaba en el álbum, lo que les ayudó a lograr un "lado rítmico" en las canciones. El baterista Ashton Irwin explicó: "En lo que respecta a las inspiración, siempre tratamos de incorporar algo de lo que todo el mundo está escuchando, por lo que es un disco más genuino e influenciado sobre el que podemos hablar". El álbum contiene un sonido "más ligero" en comparación con el trabajo anterior de la banda. El guitarrista Luke Hemmings dijo que sentía que el último álbum era "bastante pesado y oscuro [...] Mientras que este tiene ese lado con el lado más ligero de la vida. El bajista Calum Hood, comentó que la mayor parte del crédito se debe al vocalista Hemmings. Hood, sin embargo, señaló: "Creo que todos tenían algo que decir con este álbum, en términos de su mayoría de edad, al reflexionar realmente sobre las personas que éramos y cómo nos formaron las cosas, y en quién queremos convertirnos en el futuro." Más adelante describió el álbum como "bastante caótico a veces".

## Música y letras
Amelia Parreira, de la revista Riff, resumió el álbum y dijo que 5 Seconds of Summer presenta una "nueva densidad musical y un matiz electrizante en Calm, con un nombre engañoso para un cuerpo de trabajo que es todo menos sónicamente suave". La canción de apertura del álbum «Red Desert», depende de la psicodelia con la "voz gospel" de Luke Hemmings. La canción contiene vibraciones de bajos ligeros del bajista Calum Hood. La segunda pista «No Shame» presenta un pop "retro de los 80", en capas con" instrumentos explosivos sobre letras significativas e historias crudas, donde Hemmings ofrece notas altas". «Old Me» líricamente reflexiona sobre errores pasados, y es un" himno de baile "de alta energía. «Easier» lanzado como el sencillo principal del álbum, tiene un tono de conversación, con instrumentación electro "suave". El segundo sencillo «Teeth» es una canción sucia, teñida de rock, con un coro enérgico y pegadizo. «Wildflower» similar a «No Shame», es una reminiscencia del pop de los 80, que consiste en un "canto vocal parecido a los Beach Boys antes de un aumento en el bajo y el sintetizador los matices crean un tono romántico en los versos". «Best Years» "se mueven a un ritmo más lento, aunque contengan un "ambiente bailable." El tema «Lover of Mine» dirigido por el piano presenta patrones de rasgueo de guitarra entrelazados y estilos vocales potentes. «Thin White Lies»es un tema de baile "angustiado", con "fuertes ritmos eléctricos". El álbum concluye con el lento «Lonely Heart» y el autorreflexivo «High», ambas baladas, con producción ligeramente enérgica, marcando un "final tranquilo" para el álbum.

## Rendimiento comercial
Calm debutó en la cima de la lista de álbumes del Reino Unido, la primera semana de ventas con casi 35 000 unidades, 550 copias por delante del álbum Future Nostalgia de Dua Lipa convirtiéndose en su segundo álbum número uno en el país, desde el lanzamiento de Sounds Good Feels Good.
Debido a un error de iTunes en la hora de su lanzamiento, alrededor de 10.000 copias del álbum fueron lanzadas en la media noche del jueves en Estados Unidos, cuando inicialmente se tenía programado el día viernes para completar una semana completa en la lista Billboard. En su segunda semana, vendió alrededor de 133.000 unidades, incluyendo 113.000 ventas de álbumes puros, que fueron promocionadas con paquetes de mercadería vendidos en el sitio web del grupo, así como ofertas de canje de boletos con la compra del álbum, lo que permitió alcanzar la segunda posición esa semana en la lista. En el mismo país, alcanzó la posición dos en Rolling Stone 200.
El álbum alcanzó alcanzó su punto máximo dentro de los cinco primeros lugares en diez países, incluyendo la primera posición en Reino Unido, Escocia y Australia.

## Promoción

### Sencillos
El sencillo principal del álbum, «Easier» se lanzó a través de Interscope el 24 de mayo de 2019. El 13 de agosto de 2019 se lanzó una versión remix con el cantante estadounidense Charlie Puth. Alcanzó la posición cuarenta y ocho en la lista Billboard Hot 100 de Estados Unidos.
El segundo sencillo, «Teeth» se estrenó el 21 de agosto de 2019 y se incluyó en la banda sonora de la película 13 Reasons Why: Season 3. Su vídeo musical estrenado el mismo día fue llamado "oscuro" y "espeluznante" por Rolling Stone. El tema se ubicó en la cuarta posición en la lista Bubbling Under Hot de Billboard. «No Shame» se estrenó como el tercer sencillo el 5 de febrero de 2020, junto con el anuncio del álbum. Alcanzó la ubicación doce en la lista Bubbling Under Hot.
El 21 de febrero se estrenó «Old Me» como el cuarto sencillo del álbum, el tema presenta como voz principal la de Luke Hemmings, quien interpreta las letras que hace referencia a su pasado y todo lo que sucedió en su vida para convertirse en lo que es hoy.

## Lista de canciones
Créditos adaptados de Apple. y Tidal.

| Calm track listing |                       |                 |          |  |
| N.º                | Título                | Producer(s)     | Duración |  |
| 1.                 | «Red Desert»          | Matthew Pauling | 3:49     |  |
| 2.                 | «No Shame»            | Andrew Watt     | 3:10     |  |
| 3.                 | «Old Me»              | Watt            | 3:04     |  |
| 4.                 | «Easier»              | Puth            | 2:37     |  |
| 5.                 | «Teeth»               | Watt            | 3:24     |  |
| 6.                 | «Wildflower»          | Gorres          | 3:40     |  |
| 7.                 | «Best Years»          | Watt            | 3:10     |  |
| 8.                 | «Not in the Same Way» | Watt            | 3:40     |  |
| 9.                 | «Lover of Mine»       | Watt            | 3:26     |  |
| 10.                | «Thin White Lies»     | Watt            | 3:02     |  |
| 11.                | «Lonely Heart»        | Pauling         | 3:24     |  |
| 12.                | «High»                | Watt            | 2:58     |  |
| 39:30              |                       |                 |          |  |

| PLUS1 and digital reissue bonus track |                |             |          |  |
| N.º                                   | Título         | Producer(s) | Duración |  |
| 13.                                   | «Kill My Time» |             | 3:55     |  |
| 43:19                                 |                |             |          |  |

| Deluxe edition bonus tracks& Japan bonus tracks |                                  |          |  |
| N.º                                             | Título                           | Duración |  |
| 13.                                             | «Easier» (Live from the Vault)   | 3:26     |  |
| 14.                                             | «Teeth» (Live from the Vault)    | 3:35     |  |
| 15.                                             | «No Shame» (Live from the Vault) | 3:22     |  |
| 49:47                                           |                                  |          |  |

| Calum picture disc bonus track |                       |             |          |  |
| N.º                            | Título                | Producer(s) | Duración |  |
| 13.                            | «Old Me» (Calm Remix) |             | 10:21    |  |
| 49:45                          |                       |             |          |  |

| Ashton picture disc bonus track |                           |             |          |  |
| N.º                             | Título                    | Producer(s) | Duración |  |
| 13.                             | «Red Desert» (Calm Remix) |             | 8:41     |  |
| 48:05                           |                           |             |          |  |

| Luke picture disc bonus track |                           |             |          |  |
| N.º                           | Título                    | Producer(s) | Duración |  |
| 13.                           | «Best Years» (Calm Remix) |             | 9:18     |  |
| 48:42                         |                           |             |          |  |

| Michael picture disc bonus track |                       |             |          |  |
| N.º                              | Título                | Producer(s) | Duración |  |
| 13.                              | «Easier» (Calm Remix) |             | 8:30     |  |
| 47:54                            |                       |             |          |  |

| Japan deluxe edition bonus DVD |                              |                   |          |  |
| N.º                            | Título                       | Director(s)       | Duración |  |
| 1.                             | «Easier» (music video)       | Grant Singer      | 2:57     |  |
| 2.                             | «Easier» (behind the scenes) |                   | 1:31     |  |
| 3.                             | «Teeth» (music video)        | Thibaut Duverneix | 3:48     |  |
| 4.                             | «Teeth» (behind the scenes)  |                   | 4:44     |  |
| 5.                             | «Video Comment from 5SOS»    |                   |          |  |
| 63:00                          |                              |                   |          |  |

## Créditos y Personal
Créditos adaptados de las liner notes de Calm y Tidal.
5 Seconds of Summer
- Luke Hemmings - voz principal, guitarra rítmica, coros (pista 6).
- Michael Clifford (músico)|Michael Clifford]] - guitarra solista, coros
- Calum Hood - bajo, coros, voz principal (pista 6)
- Ashton Irwin - batería, percusión, coros

Músicos adicionales
- Ali Tamposi - coros (track 2, 3, 5, 7-10, 12)
- Andrew Watt - coros, guitarra(pista 2-5, 7-10, 12), teclados (pista 2-5, 8-10, 12), bajo (pista 5), batería (pista 7)
- Benny Blanco - teclados (track 8)
- Happy Perez - guitarra (track 7, 9, 10)
- Tom Morello - guitarra (track 5)
- Charlie Puth - teclados (track 4)
- Geoff Warburton - coros (track 6)
- Louis Bell - teclados (track 4, 5)
- Oscar Görres - teclados (track 6), percusión (track 6)

Producción
- Andrew Watt - producción (track 2-5), programación (track 2-5, 7-9, 12)
- Happy Perez - producción (track 2), programación (track 2, 7, 9)
- Dre Moon - producción (track 3), programación (track 3)
- Louis Bell - producción (track 3, 4, 5), programación (track 3-5, 12)
- Charlie Puth - producción (track 4), programación (track 4)
- Oscar Görres - producción (track 6), programación (track 6)
- Benny Blanco - programación (track 8)
- Adam Schoeller - ingeniería (track 1, 11)
- Matthew Pauling - producción (track 1), ingeniería (track 1, 11)
- Dave Kutch - master engineering (track 1-3, 5-9, 11, 12)
- Alan Moulder - ingeniería (track 2), mezcla (track 2)
- Caesar Edmunds - ingeniería (track 2)
- Paul Lamalfa - ingeniería (track 2-5, 7-10)
- Tom Herbert - ingeniería (track 2), asistente de mezcla (track 2)
- Chris Galland - ingeniería (track 3, 5, 8, 9, 12)
- Michael Freeman - ingeniería (track 7, 10, 12)
- Geoff Swan - ingeniería (track 7, 10, 12)
- Spike Stent - mezcla (track 1, 6, 7, 11, 12)
- Manny Marroquin - mezcla (track 3, 4, 5, 8, 9)
- Matt Wolach - asistente de mezclas (track 1, 6, 11)

Diseño
- Andy Deluca - director creativo
- Sarah Eiseman - asistente del director creativo

## Posicionamiento en listas
| Listas (2020)                       | Mejor posición |
| ----------------------------------- | -------------- |
| Alemania (Media Control Charts)     | 7              |
| Australia (ARIA)                    | 1              |
| Austria (Ö3 Austria Top 40)         | 4              |
| Bélgica (Ultratop) Flanders         | 7              |
| Bélgica (Ultratop) Wallonia         | 38             |
| Canadá Albums (Billboard)           | 7              |
| Dinamarca (Tracklisten)             | 22             |
| Escocia (OCC)                       | 1              |
| Eslovaquia (ČNS IFPI)               | 82             |
| Estados Unidos (Billboard 200)      | 2              |
| Estados Unidos (Rolling Stone 200)  | 2              |
| Estonia (Eesti Ekspress)            | 4              |
| Finlandia (Suomen virallinen lista) | 23             |
| Francia (SNEP)                      | 42             |
| Hungría (MAHASZ)                    | 8              |
| Irlanda (OCC)                       | 4              |
| Italia (FIMI)                       | 25             |
| Japón Hot Albums (Billboard)        | 66             |
| Japón (Oricon)                      | 77             |
| Lituania (AGATA)                    | 6              |
| Noruega (VG-lista)                  | 15             |
| Nueva Zelanda (RMNZ)                | 4              |
| Países Bajos (Álbum Top 100)        | 5              |
| Portugal (AFP)                      | 4              |
| Reino Unido (OCC)                   | 1              |
| República Checa (ČNS IFPI)          | 81             |
| Suecia (Sverigetopplistan)          | 26             |
| Suiza (Schweizer Hitparade)         | 13             |

### Year-end charts
| Chart (2020)                      | Position |
| --------------------------------- | -------- |
| Australia (ARIA)                  | 35       |
| Bélgica (Ultratop Flanders)       | 175      |
| Estados Unidos US (Billboard 200) | 188      |